# モンタルド・スカランピ
モンタルド・スカランピ（伊: Montaldo Scarampi）は、イタリア共和国ピエモンテ州アスティ県にある、人口約700人の基礎自治体（コムーネ）。

## 地理

### 位置・広がり

#### 隣接コムーネ
隣接するコムーネは以下の通り。
- モンベルチェッリ
- モンテグロッソ・ダスティ
- ロッカ・ダラッツォ

#### 地震分類
イタリアの地震リスク階級 (it) では、4 に分類される
。